# Kinderseele
Kinderseele (z niem. „dusza dziecka”) – opowiadanie autorstwa Hermanna Hessego powstałe na przełomie lat 1918 i 1919, kiedy autor miał 41 lat. W tamtym czasie Hesse mieszkał w szwajcarskim Bernie, do którego wyemigrował po śmierci ojca w 1916 roku, podczas poważnej choroby żony i jednego z trzech synów pisarza. Sam Hesse poddany był wówczas leczeniu psychiatrycznemu. Opowiadanie Kinderseele zostało opublikowane w listopadzie 1919 roku na łamach pisma Die deutsche Rundschau jako dzieło Emila Sinclaira (pseudonim literacki Hessego). Następnie zostało wydane już pod nazwiskiem autora w antologii Klingsors letzter Sommer w roku 1920.
Tytuł opowiadania stał się również tytułem całego zbioru noweli i opowiadań Hessego.

## Treść
Pewnego dnia jedenastoletni Emil Sinclair (Herman Hesse) wraca ze szkoły do domu. Ponieważ nikogo nie ma w mieszkaniu, idzie na górę do pokoju ojca i kradnie z ojcowskiej komody słodkie suszone figi. Chłopiec sam nie może uwierzyć w to, co zrobił. Choć dręczą go wyrzuty sumienia i ciągle myśli o swoim czynie, nie przyznaje się do niego przed ojcem. Po wspólnym posiłku chłopiec tłumaczy swoje dziwne zachowanie bólem głowy i udaje się do swojego pokoju. Nie przestaje jednak rozmyślać nad swoim czynem. W pewien sposób życzyłby sobie nawet, by jego ojciec sam odkrył wreszcie ten występek. Sinclair twierdzi, że kupił figi w cukierni w Calw. Dlatego też ojciec w ramach kary zabiera tam syna, który jednak przed wejściem do sklepu przyznaje, że wcale nie kupił tam słodyczy. W domu wreszcie zdradza, że ukradł figi. Robi to dopiero po bezpośrednim pytaniu ojca, w odpowiedzi kiwając jedynie głową. Resztę dnia chłopiec spędza na poddaszu, nie cierpi jednak zbytnio z tego powodu, bo może zająć się przeglądaniem książek ze starej skrzyni. Wieczorem następuje pojednanie ojca z synem. Opowiadanie kończy się zdaniem: „Als ich im Bett lag, hatte ich die Gewissheit, dass er mir ganz und vollkommen verziehen habe – vollkommener als ich ihm.” (Kiedy leżałem w łóżku, byłem pewien, że otrzymałem jego całkowite i pełne wybaczenie – pełniejsze niż to, którego ja byłem w stanie udzielić jemu).

## Interpretacja
Tematem opowiadania Kinderseele jest konkretne wydarzenie z dzieciństwa Hessego. Sam autor skomentował książkę w liście do siostry, Adele. Stwierdził w nim, że motywy Kinderseele to ekstremalnie prosta psychologia oraz umiłowanie prawdy. Chłopiec dopuszcza się złego czynu, którego właściwie nawet nie chce popełnić, mimo to nie potrafi się powstrzymać. Książka jest interesująca z psychologicznego punktu widzenia, ponieważ ilustruje wyzwolenie spod władzy autorytarnej, reprezentowanej w tekście przez ojca.

## Film, telewizja i adaptacje teatralne
Adaptację filmową stworzono w roku 1977, a więc w setną rocznicę narodzin Hermanna Hessego. Film jest produkcją Schmelzer-Stapenhorst.
Obsada:
- Hanno Schäfer (jako Hermann Hesse)
- Gerd Böckmann (jako ojciec Hessego)
- Barbara Oster (jako matka Hessego)
- narrator: Dieter Borsche
- scenariusz: Martin Schmelzer
- czas trwania: 40 minut